# Муровані Курилівці
Муро́вані Кури́лівці — селище в Україні, адміністративний центр Мурованокуриловецької селищної громади Могилів-Подільського району Вінницької області.
Одне з історичних містечок Вінниччини, біля селища знаходиться джерело мінеральної води «Регіна».

## Назва
Попередня назва міста — Чурилівці (Кериловці, Куриловці, Куриловці Муровані, Кириловці Муровані).
Щодо назви і виникнення поселення — тепер містечка Муровані Курилівці — зафіксовано легенду, згідно з якою у цьому селі була резиденція роду Чурилів. Чуриловці належали подільським шляхтичам Чурилам.

## Географія
Розташоване на річці Жван, на південному заході України, на Подільській височині, за 21 кілометр від залізничної станції Котюжани, за 109 кілометрів автодорогами від міста Вінниця і за 96 кілометрів від міста Кам'янець-Подільський.

### Клімат
Муровані Курилівці знаходяться в межах вологого континентального клімату із теплим літом. Але діяльність людини призводить до поганих змін та глобального потепління.

## Історія

### Прадавні часи
Багато джерел вказують на те, що місцевість, у якій розташоване містечко Муровані Курилівці, була здавна заселена людьми, — принаймні, з часів Трипільської культури.
Деякі дослідники вказували на існування у Курилівцях стін «циклопічної кладки», але це твердження необхідно вважати помилковим, оскільки натурні дослідження довели, що за таку приймали просто дуже схожу кладку XVI—XVII століття.
Виходячи з друкованих матеріалів, у самому містечку археологічні дослідження не проводились.

### Середньовіччя

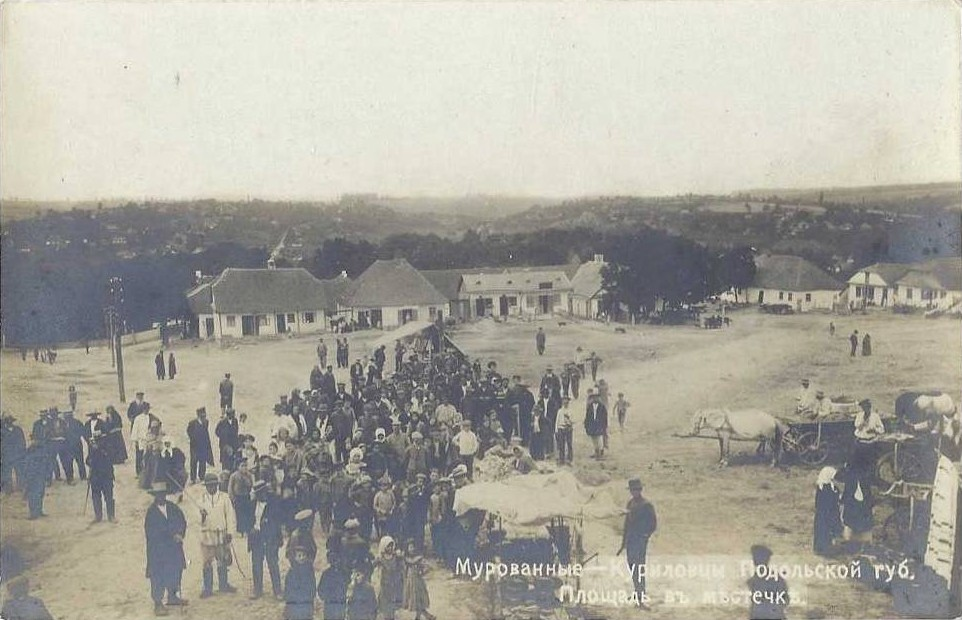
Ринок. Поштівка початку ХХ століття

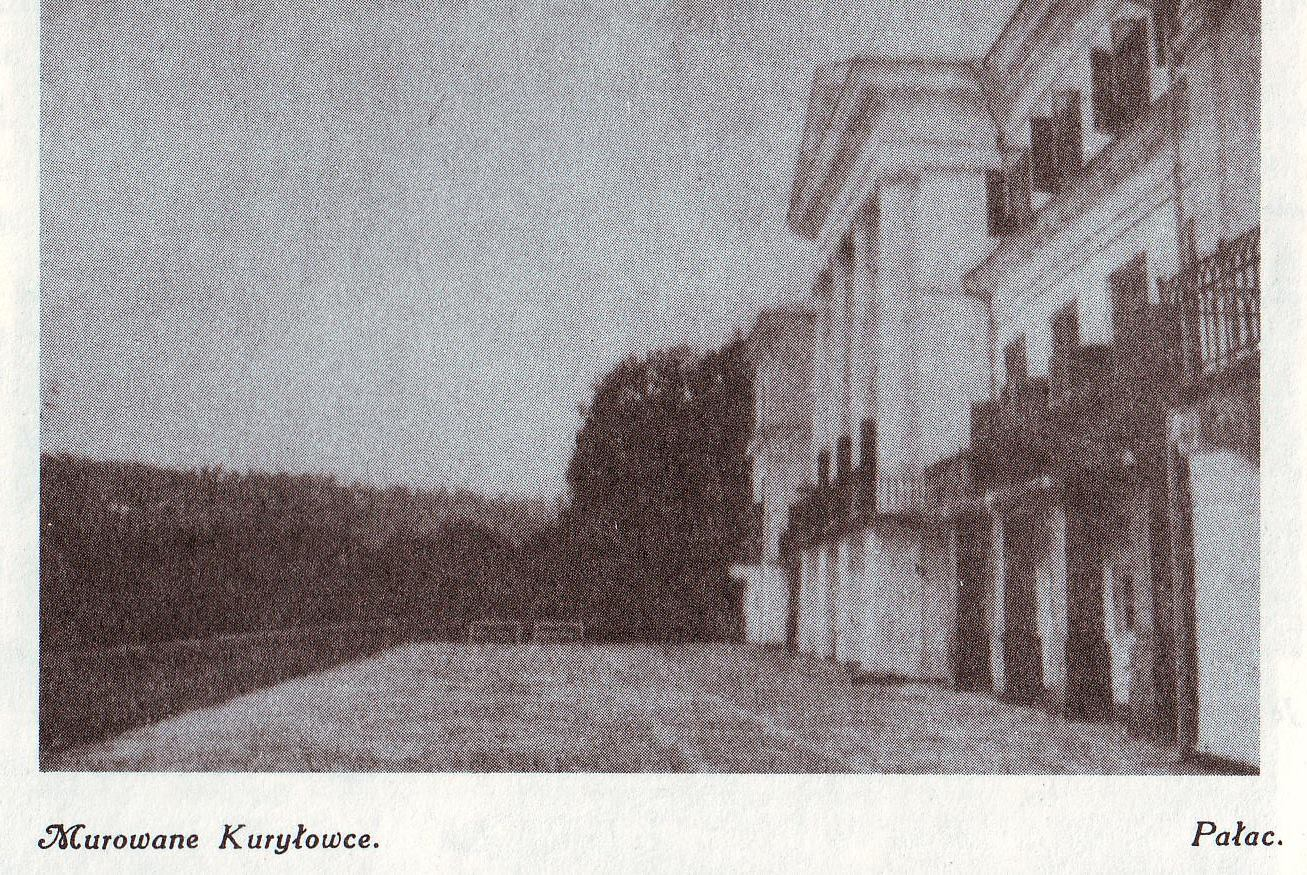
Знімок палацу Комарів, 1928 рік

Датою заснування містечка прийнято вважати 1453 рік. Тоді воно називалося Чурилівцями — по імені першого поселенця козака — Чурило. Саме він спорудив на лівому березі річки Жван перше житло. З часом шляхом асиміляції, назва Чурилівці переросла в Курилівці.
Перша згадка про село Чурилівці, яке згодом виросло до райцентру Муровані Курилівці, сягає 1492 року. Поселення з'явилось в басейні Дністра в пору боротьби з турками та татарами. Місце тут хороше: на дорозі з Кам'янця до Могилева, на крутих берегах річки Жван, однієї з приток Дністра. Засновниками поселення стали члени відомої в ті часи на Поділлі родини Чурилів гербу Корчак.
У 1565 р. потрапило в залежність від феодала Поляновського.
В середині XVII ст. Зофія — дочка саноцького стольника Миколая Чурила і Зофії Лянцкоронської, вдова по князю Янушу Четвертинському, отримала від батьків Чурилівці в дарунок до другого шлюбу з Казімєжем Миколаєм Коссаковським (пол. Kazimierz Mikołaj Kossakowski). Так започаткувалася нова гілка старого роду, «Коссаковських на Твіржі і Богородчанах», яким Курилівці належали протягом наступного століття. Правнук Казімєжа Миколая — Станіслав Коссаковський (1721—1761), який не мав дітей з дружиною Катажиною з Потоцьких (1722—1803, донька тлумацького старости Єжи Потоцького) — заповів їй всі свої галицькі маєтки, а от Курилівці — лише правом «доживоття» (пол. dozywocie).
З кінця XVIII століття — у власності шляхтичів Косаковських. Після приєднання Правобережжя до Росії власниця маєтку відмовилась присягнути цариці, за що село було в неї відібране. Катерина II подарувала Муровані Курилівці подільському маршалкові Станіславові Комарові.
У 1775 р. селище отримало право на два ярмарки. 1776 р. — 166 димів.
З 1861 р. — центр Мурованокурилецької волості Ушицького повіту.
У 1883-87 рр. за готовим проектом муровану церкву в селищі будував архітектор Сазонов Василь Васильович.
7 (20) листопада 1917 року, відповідно до Третього Універсалу Української Центральної Ради, увійшло до складу Української Народної Республіки.

### Після відновлення незалежності України
З 1991 року Муровані Курилівці в складі незалежної України.
12 червня 2020 року, відповідно до Розпорядження Кабінету Міністрів України № 707-р «Про визначення адміністративних центрів та затвердження територій територіальних громад Вінницької області», увійшло до складу Мурованокуриловецької селищної територіальної громади.
19 липня 2020 року, в результаті адміністративно-територіальної реформи та ліквідації Мурованокуриловецького району, селище увійшло до складу новоутвореного Могилів-Подільського району.

## Населення
Населення Мурованих Курилівців — понад 5 тисяч осіб станом на 2024 рік.

### Мова
Розподіл населення за рідною мовою за даними перепису 2001 року:
| Мова                | Відсоток |
| ------------------- | -------- |
| українська          | 98,17 %  |
| російська           | 1,55 %   |
| інші/не визначилися | 0,28 %   |

## Пам'ятки
- Пам'ятник жертвам голокосту[9]

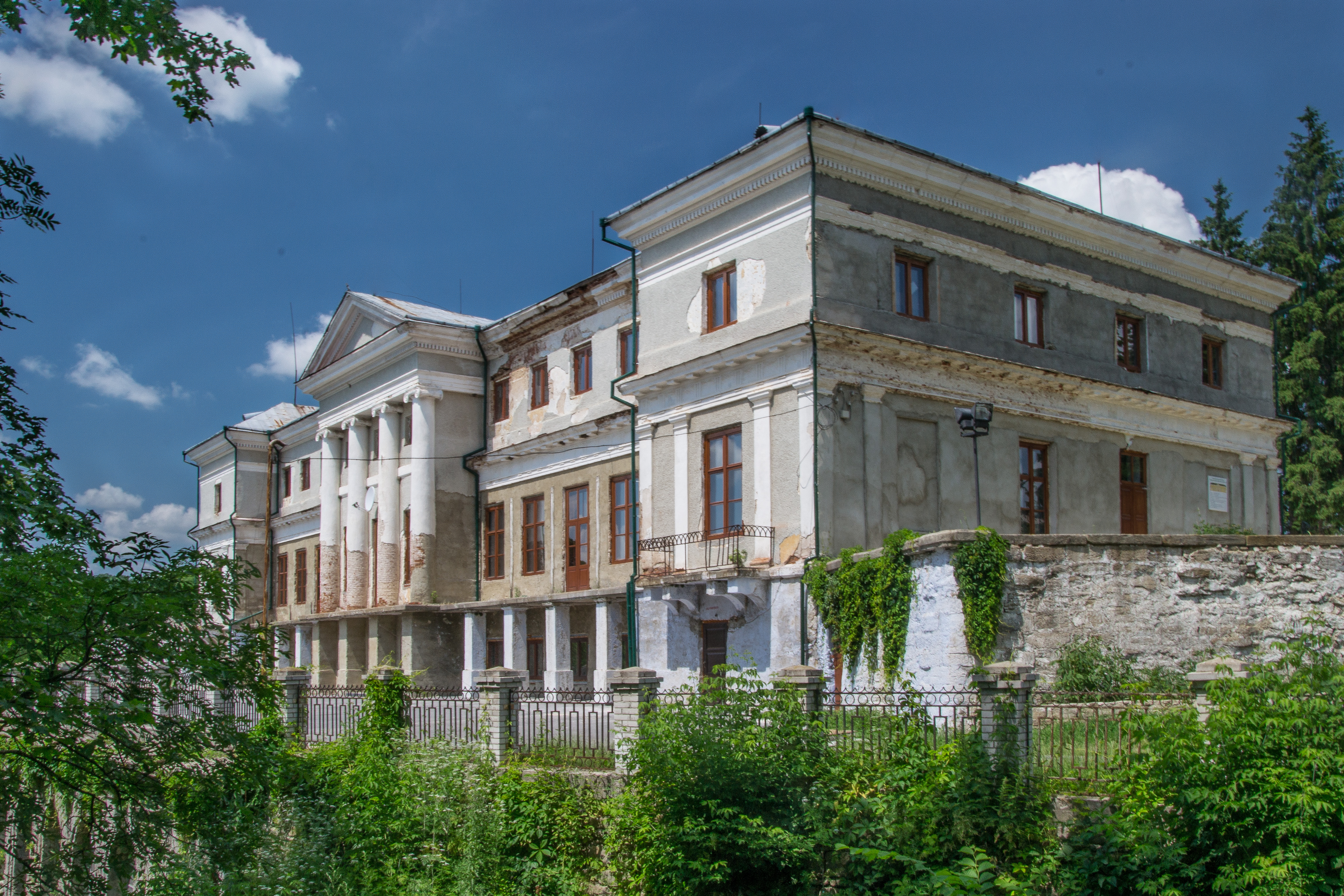
Палац родини Комарів

- Палац родини Комарів (1871—1873) рр. — палац мав колонаду подібну як в Луврі. Палац був оточений старовинним муром. До ансамблю садиби також входять такі споруди:
  - арсенал (конюшня) 1805 р. — мурована одноповерхова будівля — рідкісна за типом господарська споруда, що збереглася до наших часів;
  - флігель першої чверті XIX ст. — невеличка двоповерхова будівля в стилі неоготики;
  - арочний міст через р. Жван 1805 р. — мурований, трипролітний (до 1941 — п'ятипролітний) — одна з не багатьох інженерно-архітектурних споруд того часу, що збереглися; експлуатується до наших часів.

- Замок Чурилів — з давніх замкових споруд повністю зберігся кам'яний ескарп XVI ст. бастіонного замку (включає підземні склепінчасті каземати) — з північного, східного та південного боків. З західного, напільного, боку збереглися підвалини та залишки колишнього замкового муру. Стіни і величезний замок були збудовані циклопічною кладкою (без жодного розчину). В цілому краї нема більше жодної подібної будови.

## Освіта, культура, спорт
В Мурованих Курилівцях функціонують такі заклади освіти:
- Навчально-виховний комплекс «Середня загальноосвітня школа І-ІІІ ступенів № 1 — гімназія», вул. Кошового, 2,
- Середня загальноосвітня школа І-ІІІ ступенів № 2, вул. Соборна, 72,
- Мурованокуриловецька загальноосвітня санаторна школа-інтернат, вул. Спортивна, 3,
- КЗ «Мурованокуриловецька дитяча музична школа», вул. Соборна, 130.

## Природно-заповідний фонд

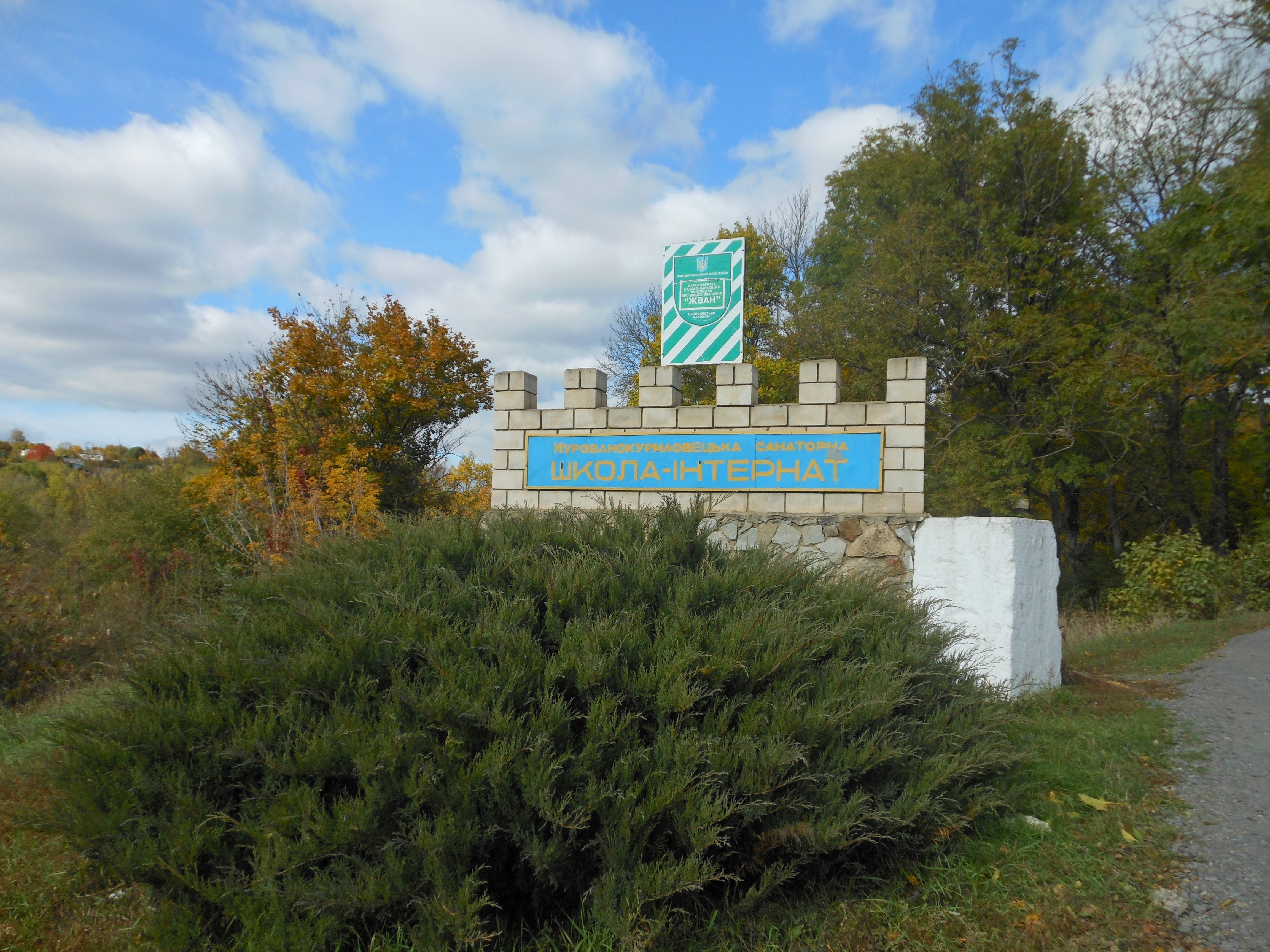
Вхід до парку «Жван» на території, якого школа-інтернат

- Парк-пам'ятка садово-паркового мистецтва місцевого значення Жван закладений Міклером Діонізієм. В парку були каскади, гроти, оранжереї, фонтани.
- Заповідне урочище Бучина — розташоване на південь від селища.

## Особистості

### Уродженці
- Буртна Надія Григорівна (* 1959) — майстриня писанкарства, кераміки, вишивки.
- Антоні Вацик (1905—2000) — польський письменник і журналіст.
- Давидзон Яків Борисович (1912—1998) — український фотомитець.
- Дельфіна з роду Комарів (Потоцька) — муза Шопена і Красінського.
- Стефан Крупко[pl] (1890—1976) — польський ботанік — ембріолог.
- Лисенко Володимир Григорович (1941—1999) — український журналіст і краєзнавець.
- Садовський Богдан Анатолійович (1974—2015) — сержант Збройних сил України, учасник російсько-української війни.
- Штівельман Юхим Вікторович (нар. 1923) — майстер художньої кераміки.
- Сергій Асафатов — український співак.
- Верес Кирило Кирилович (нар. 1989) — підполковник Збройних сил України, Герой України, командир 20-го окремого полку безпілотних систем «К-2».

### Персоналії
- Горенчук  Феодосій Іванович (1908—1986) — полковник Радянської Армії, учасник радянсько-фінської та німецько-радянської воєн, Герой Радянського Союзу (1944).
- Косінська Олена Миколаївна — українська художниця
- Сазонов Василь Васильович (1850 — ?) — український, білоруський та російський інженер-архітектор. Губернський архітектор Подільської губернії, архітектор церкви Різдва Пресвятої Богородиці у Мурованих Курилівцях.

## Галерея

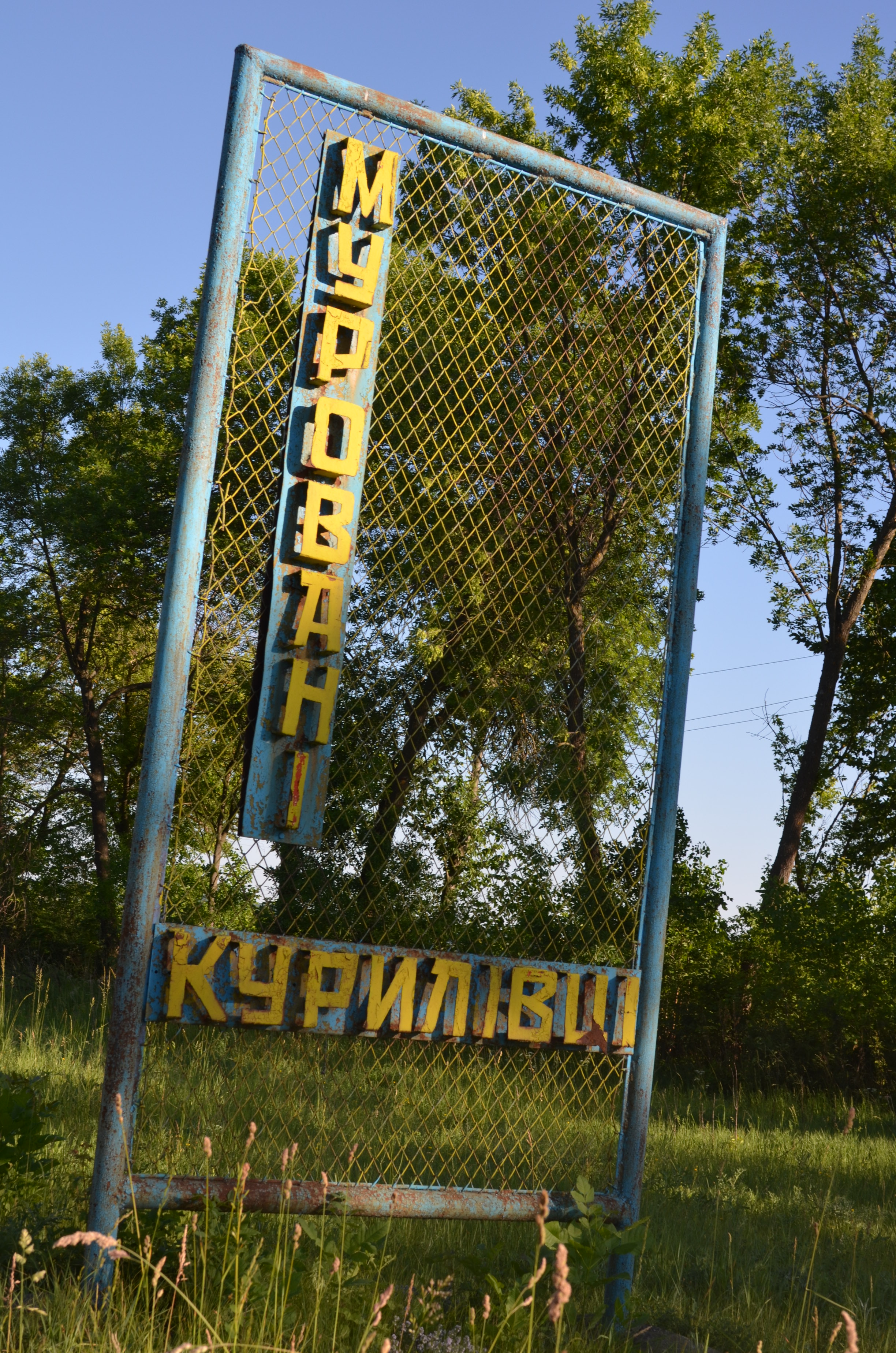
При в'їзді до селища
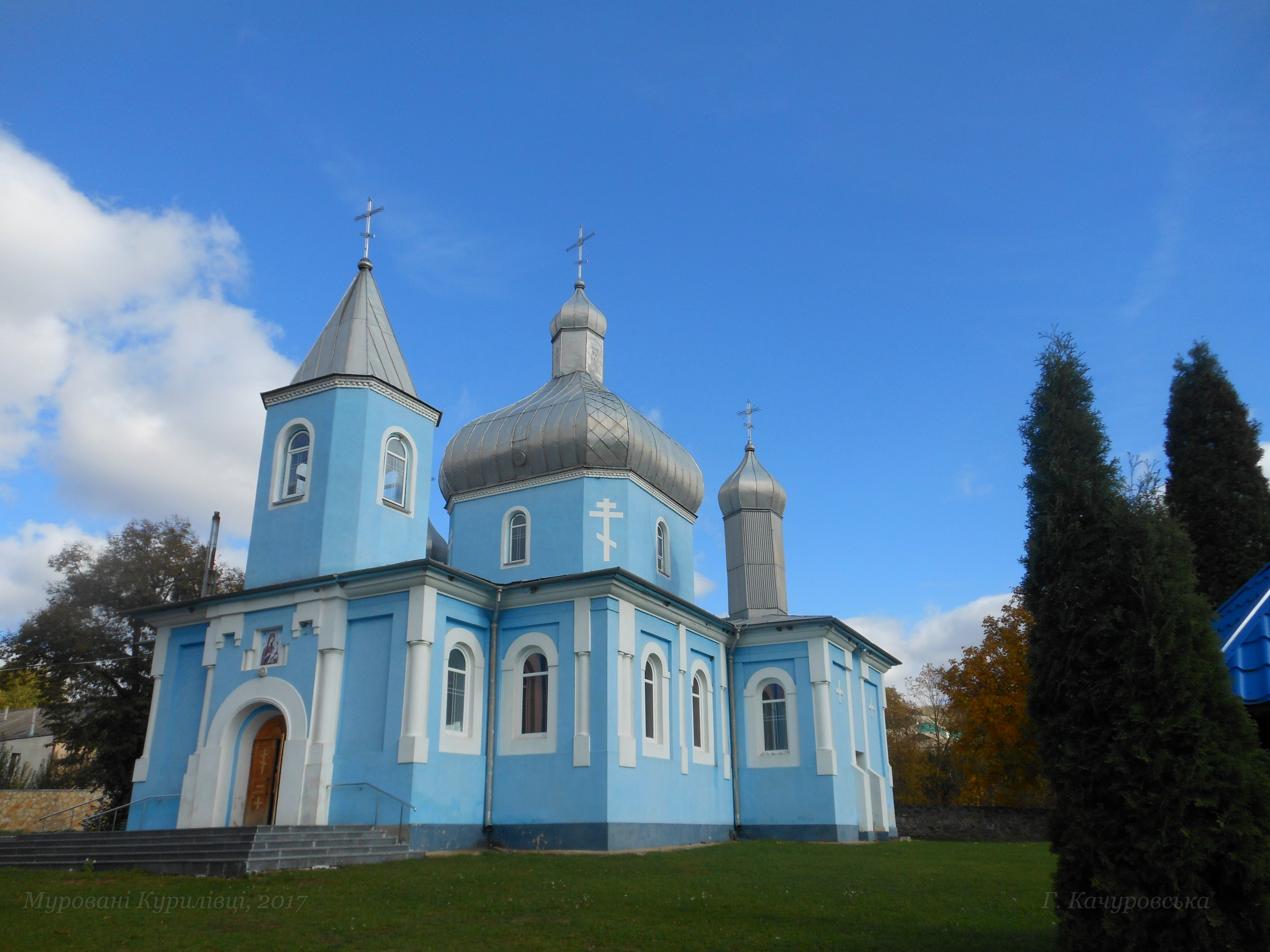
Церква Різдва Пресвятої Богородиці
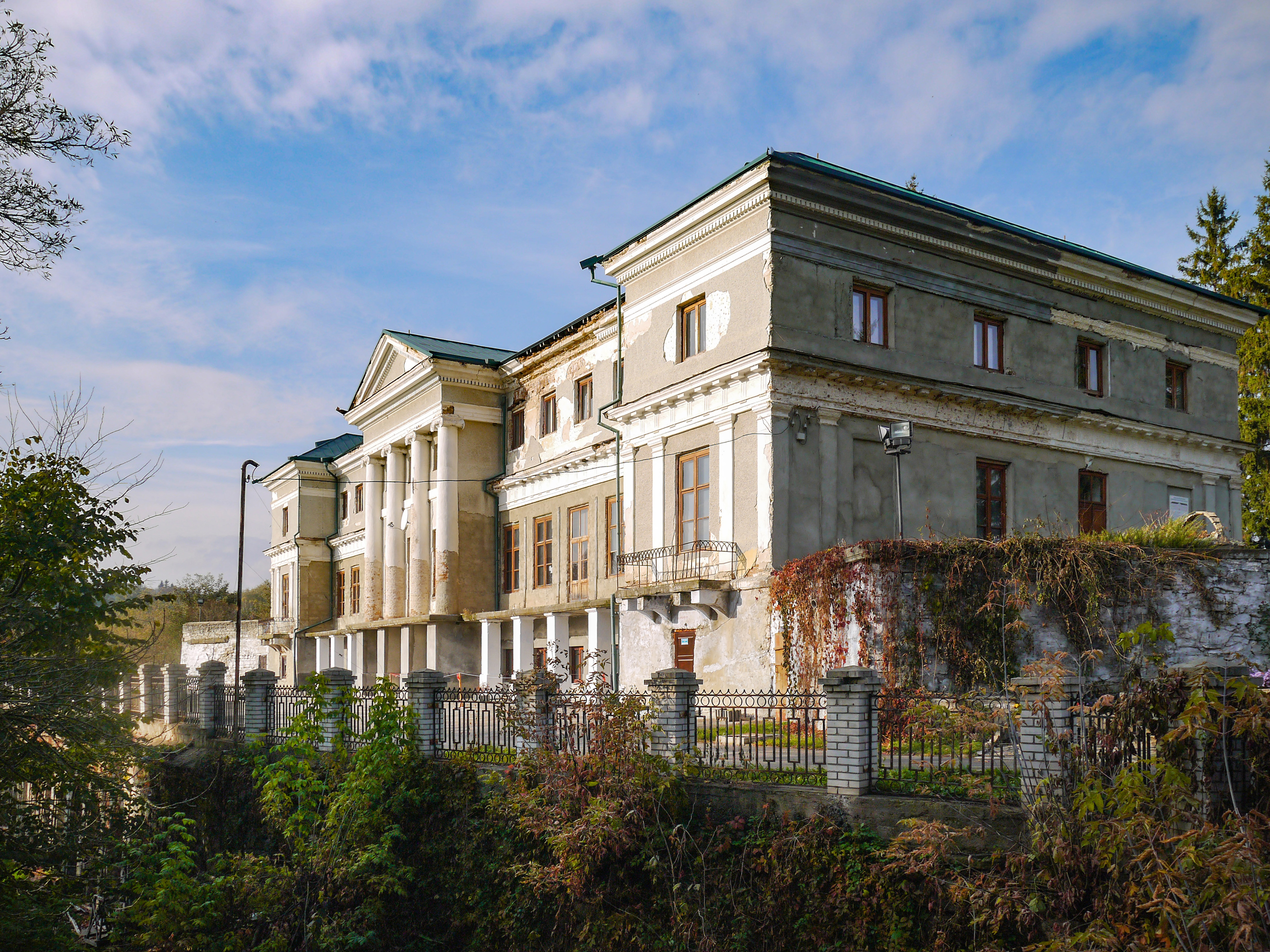
Палац
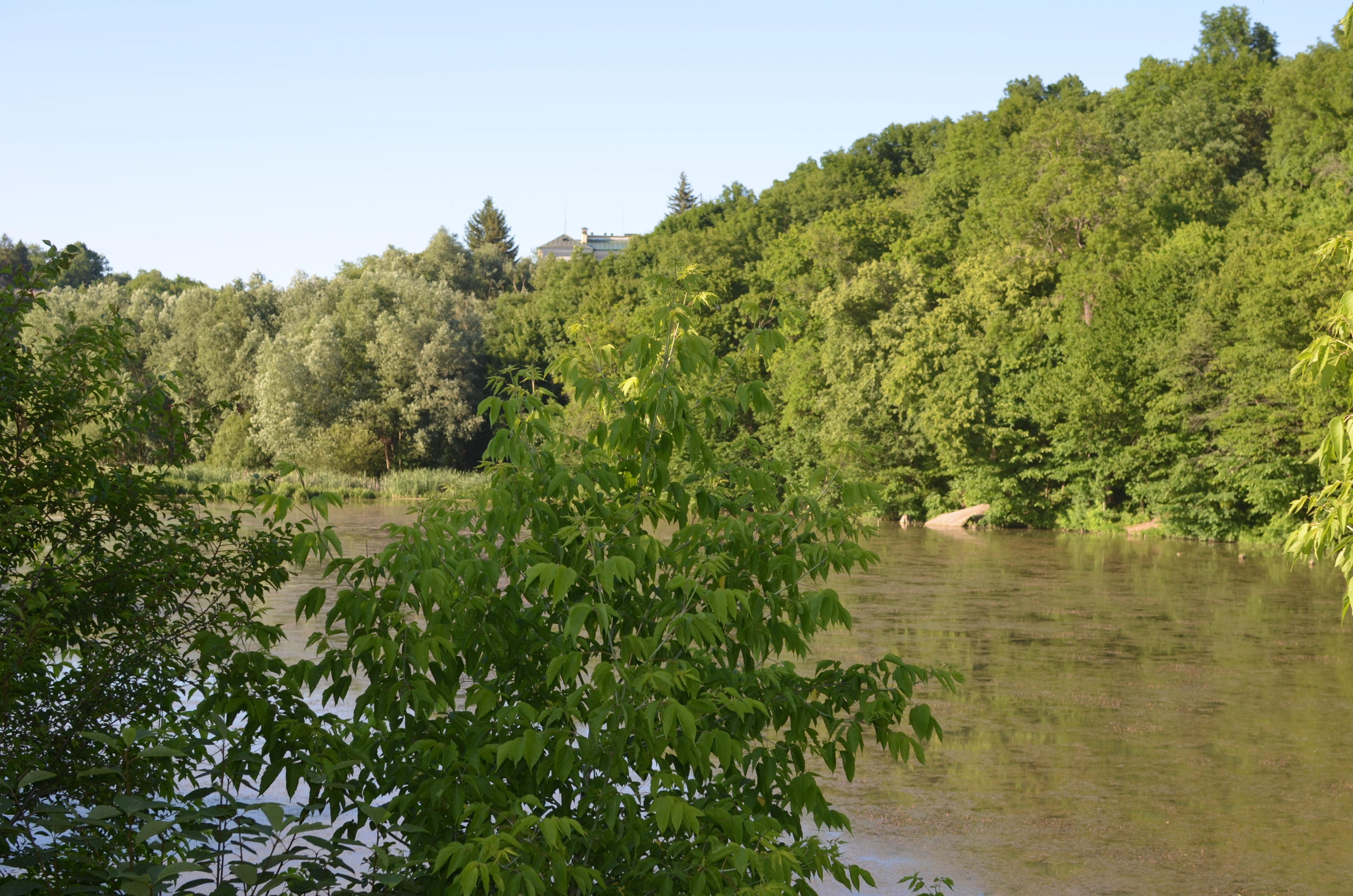
Річка Жван
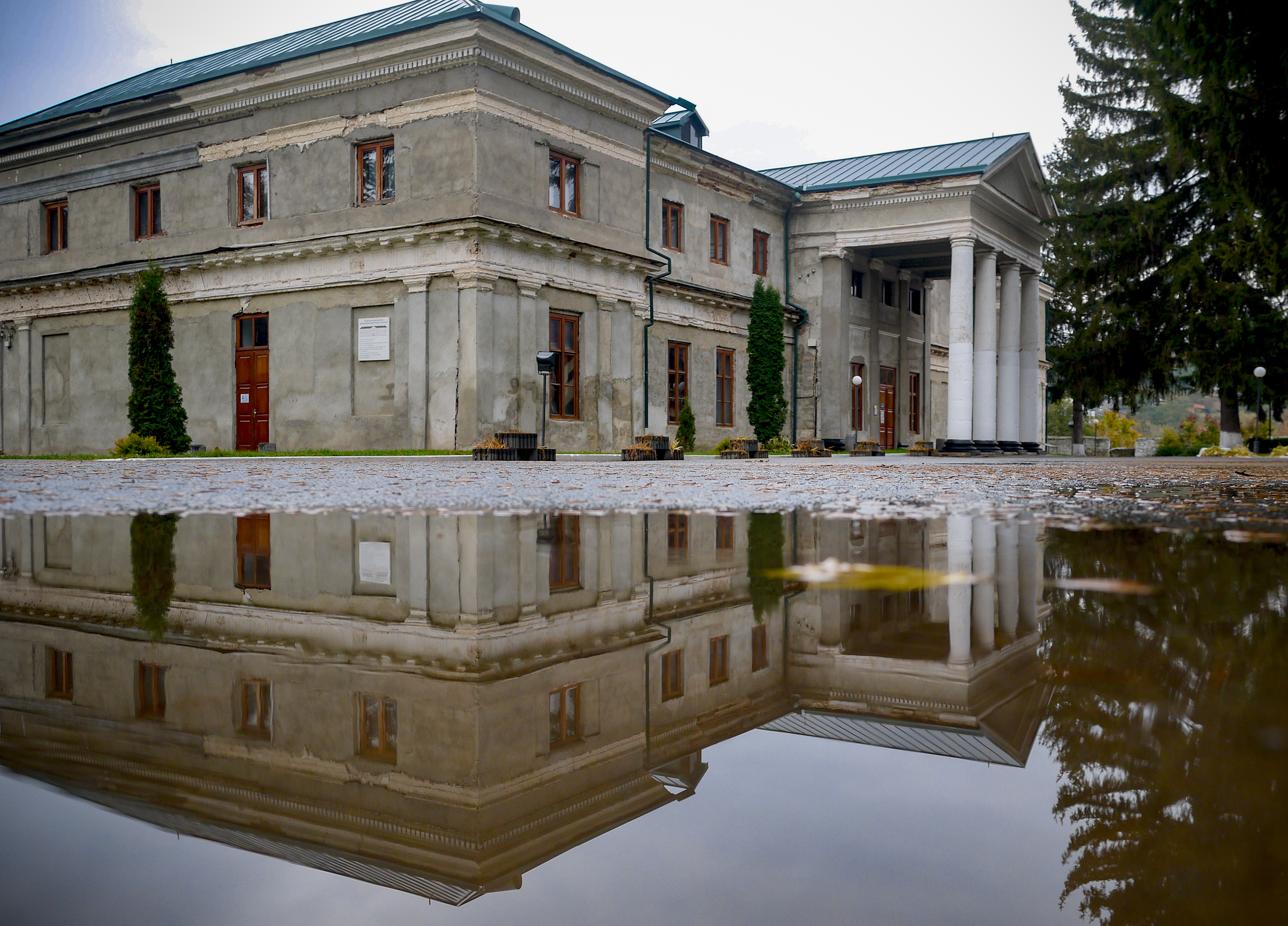
Палац Комарів
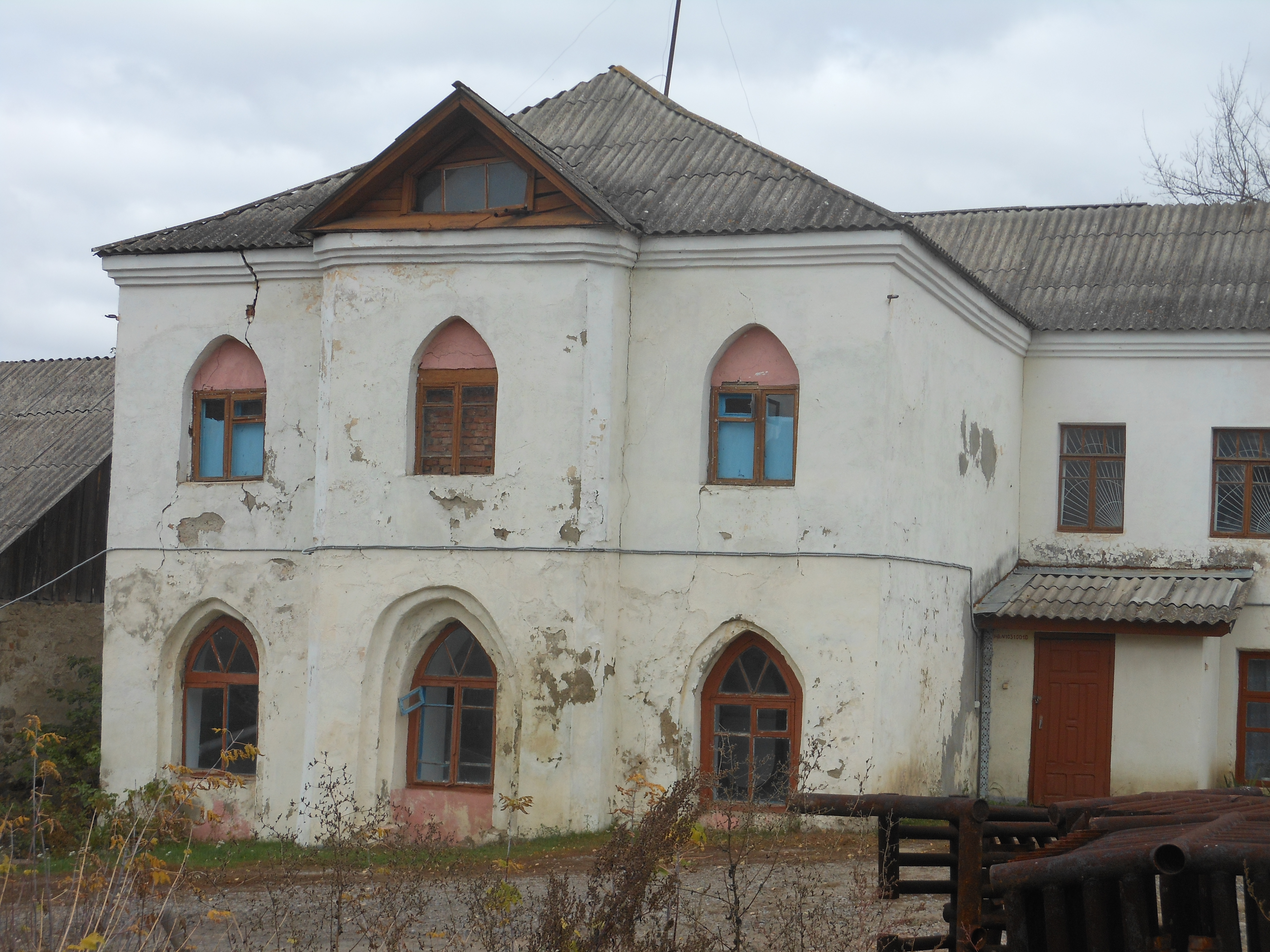
Флігель
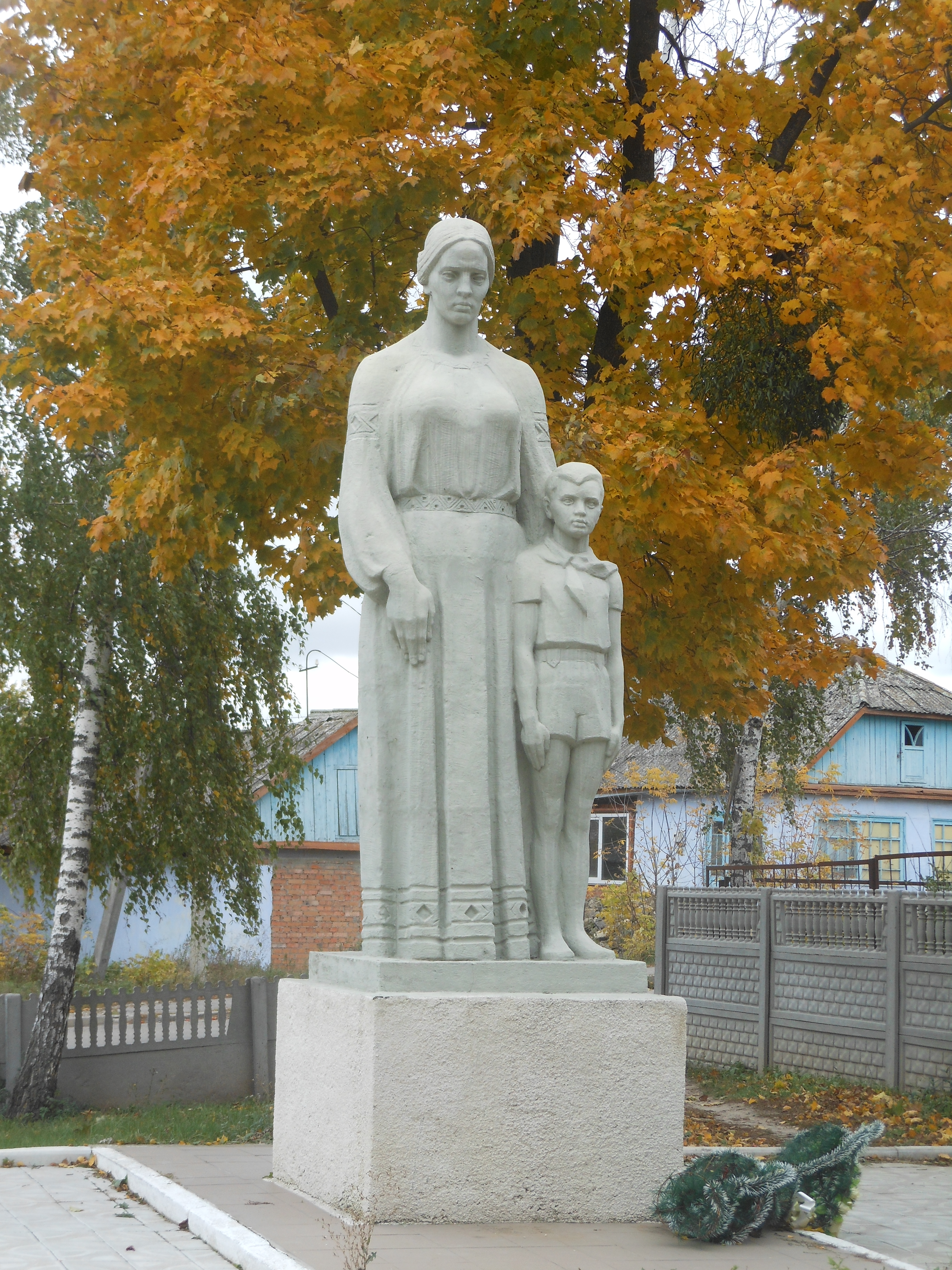
Братська могила 156 воїнів загиблих при звільненні селища
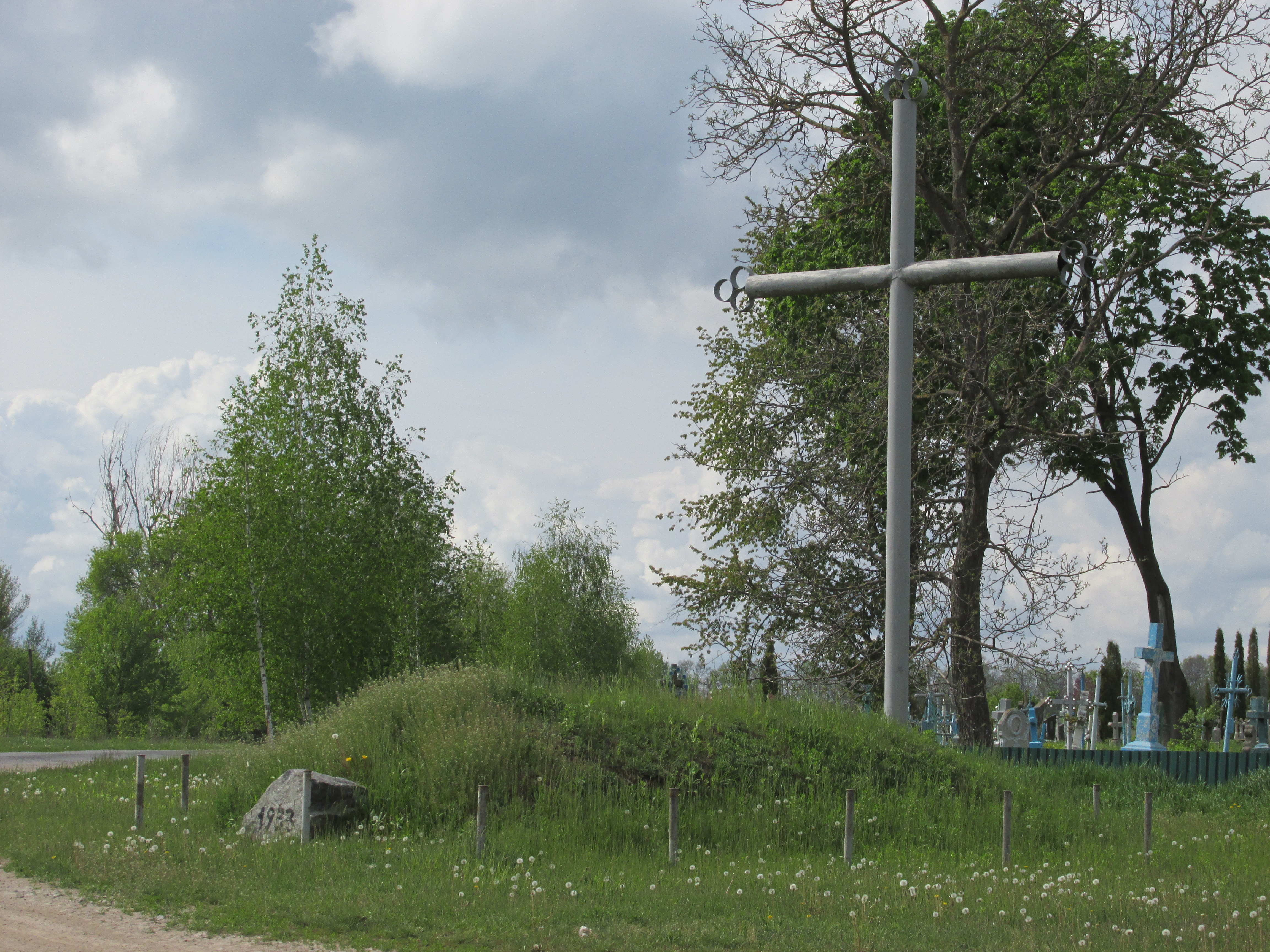
Пам'ятний хрест жертвам голодомору
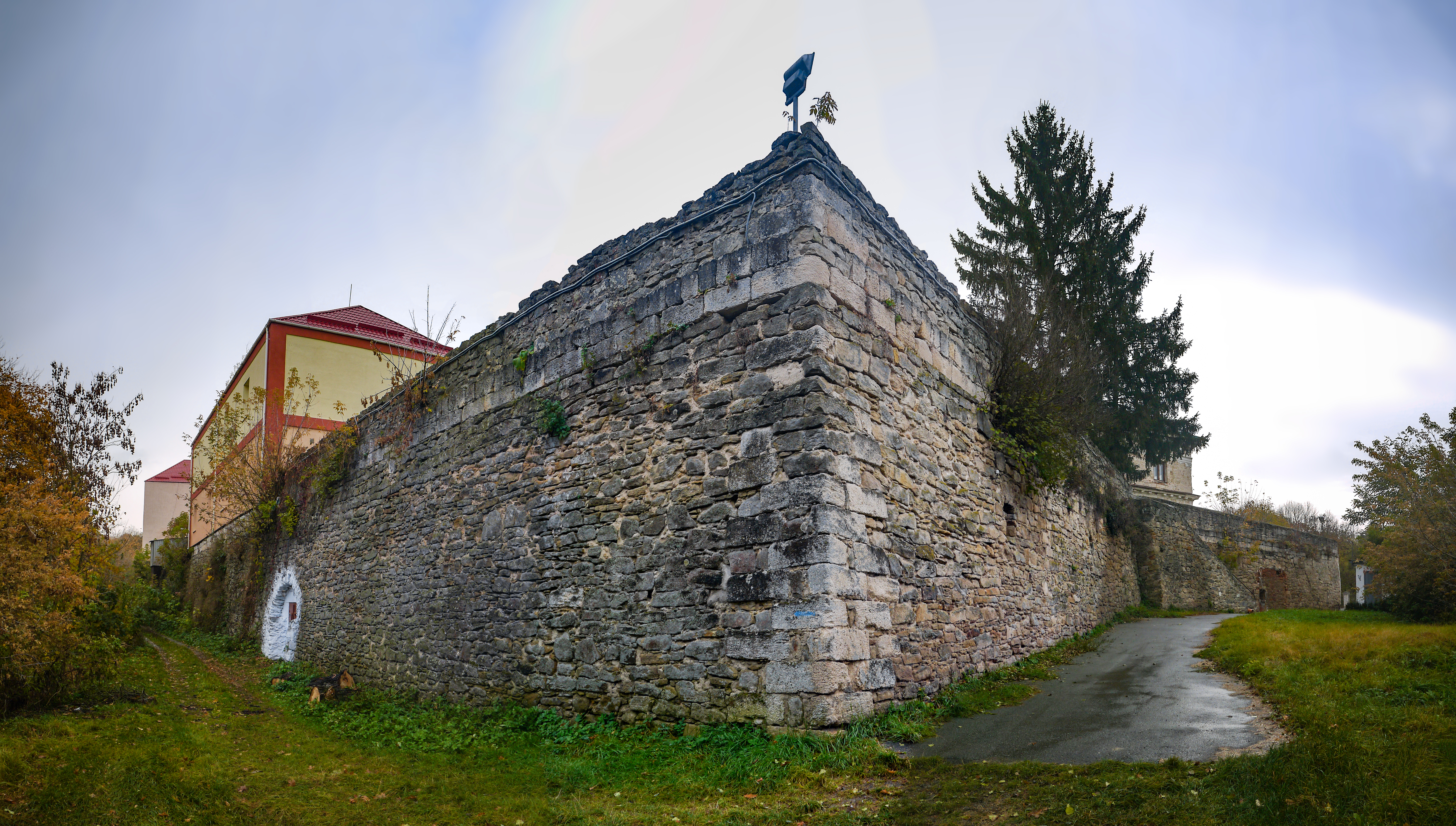
Замкові мури
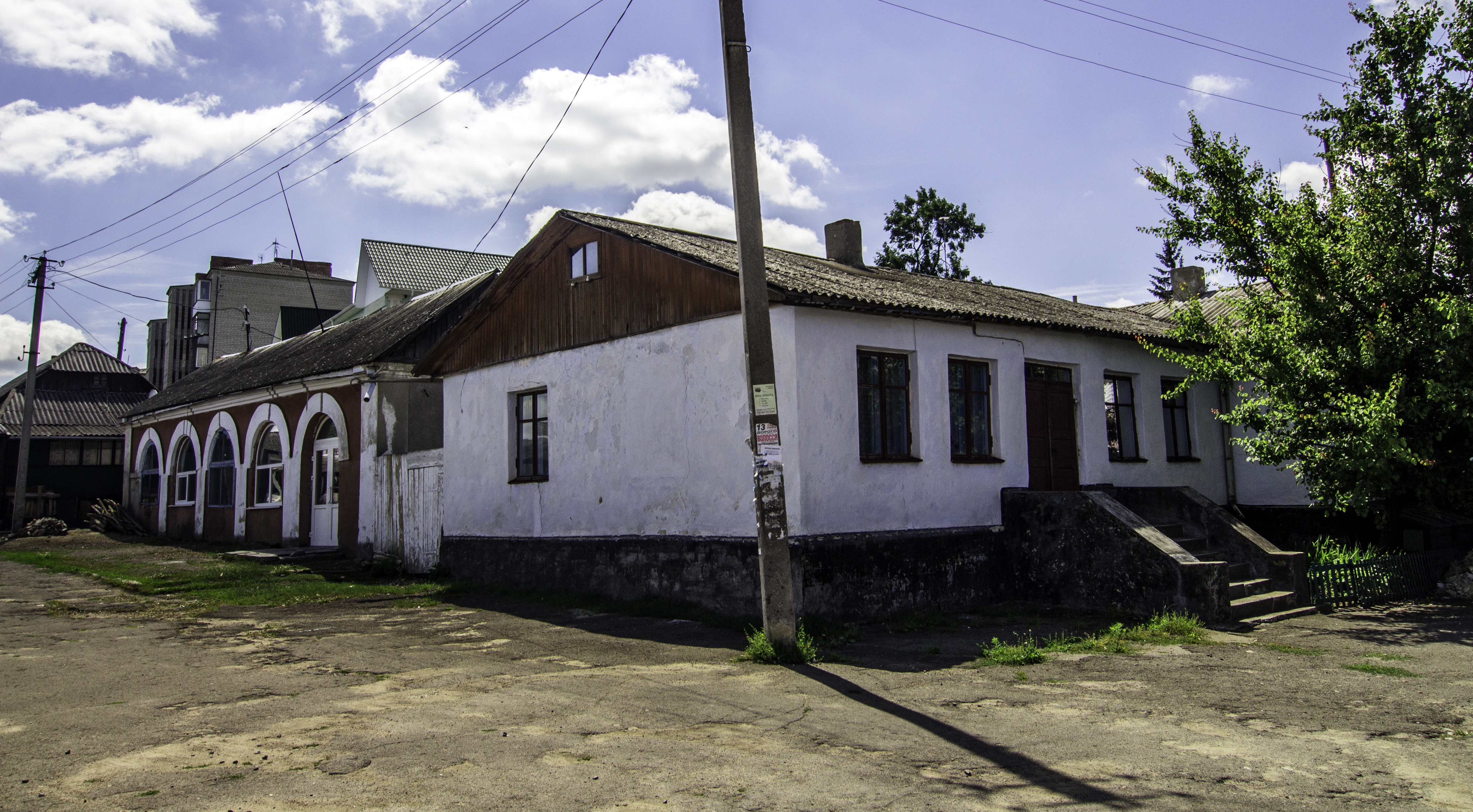
Єврейська забудова
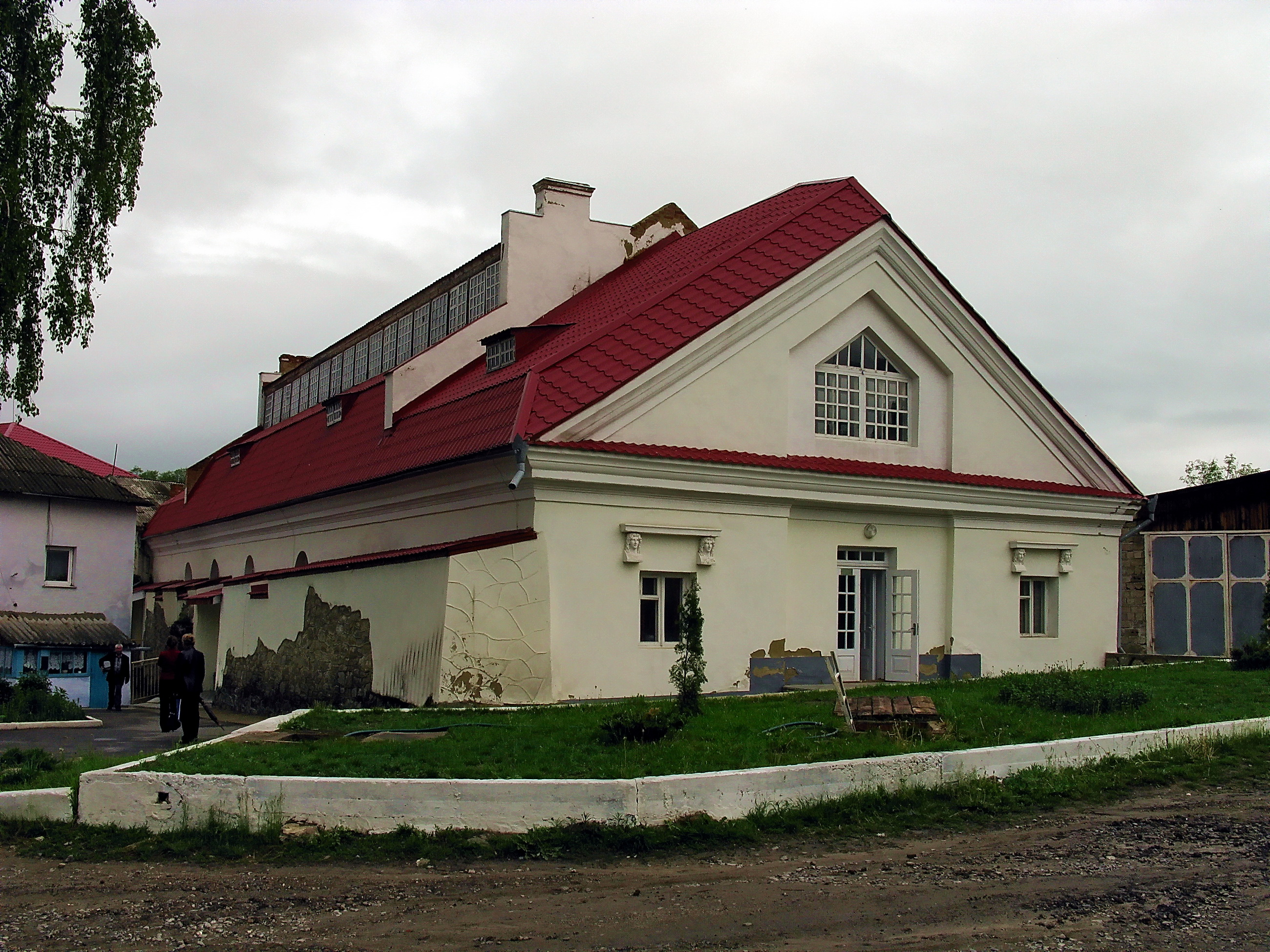
Арсенал
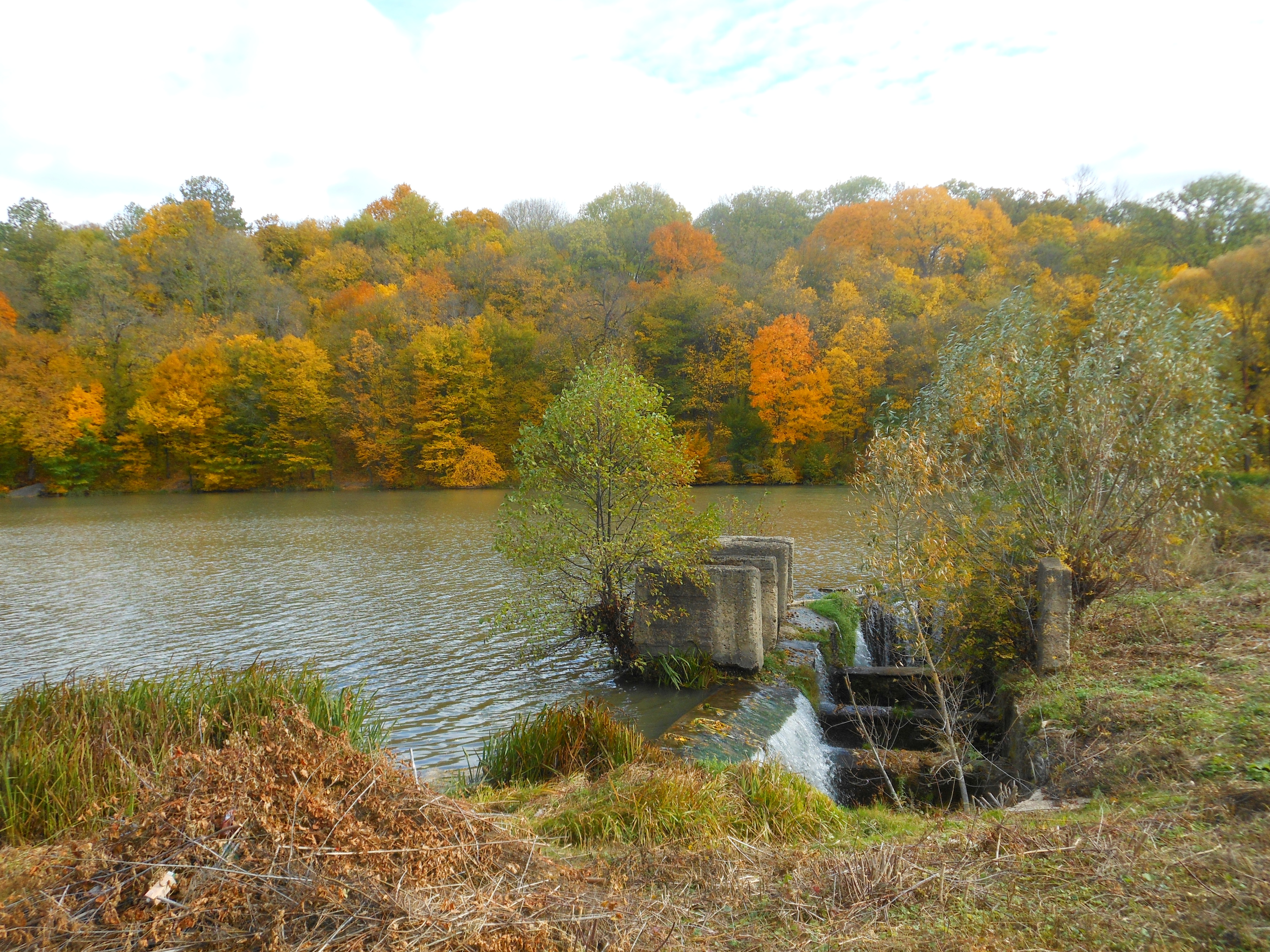
Парк Жван
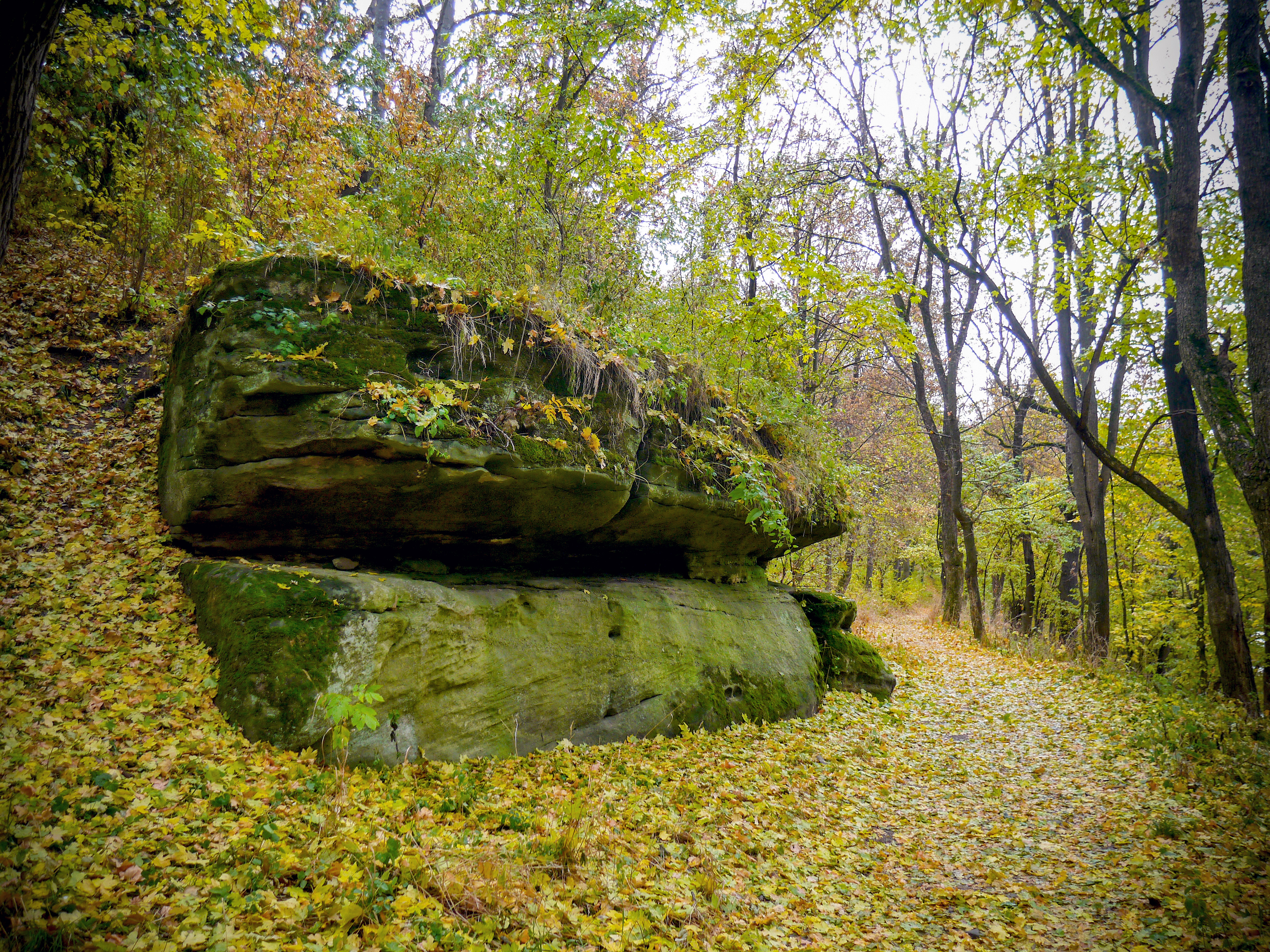
Парк
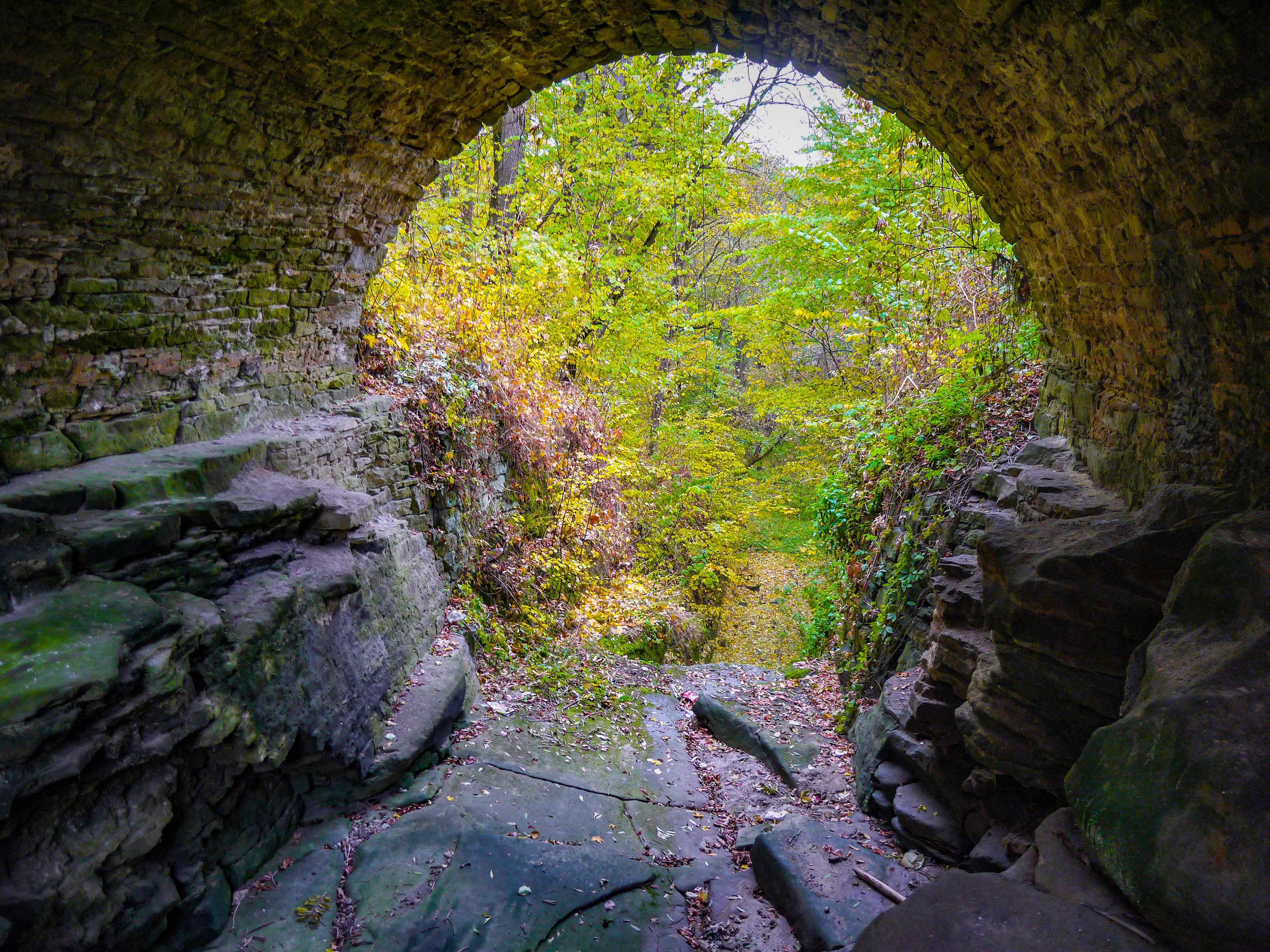
Міст
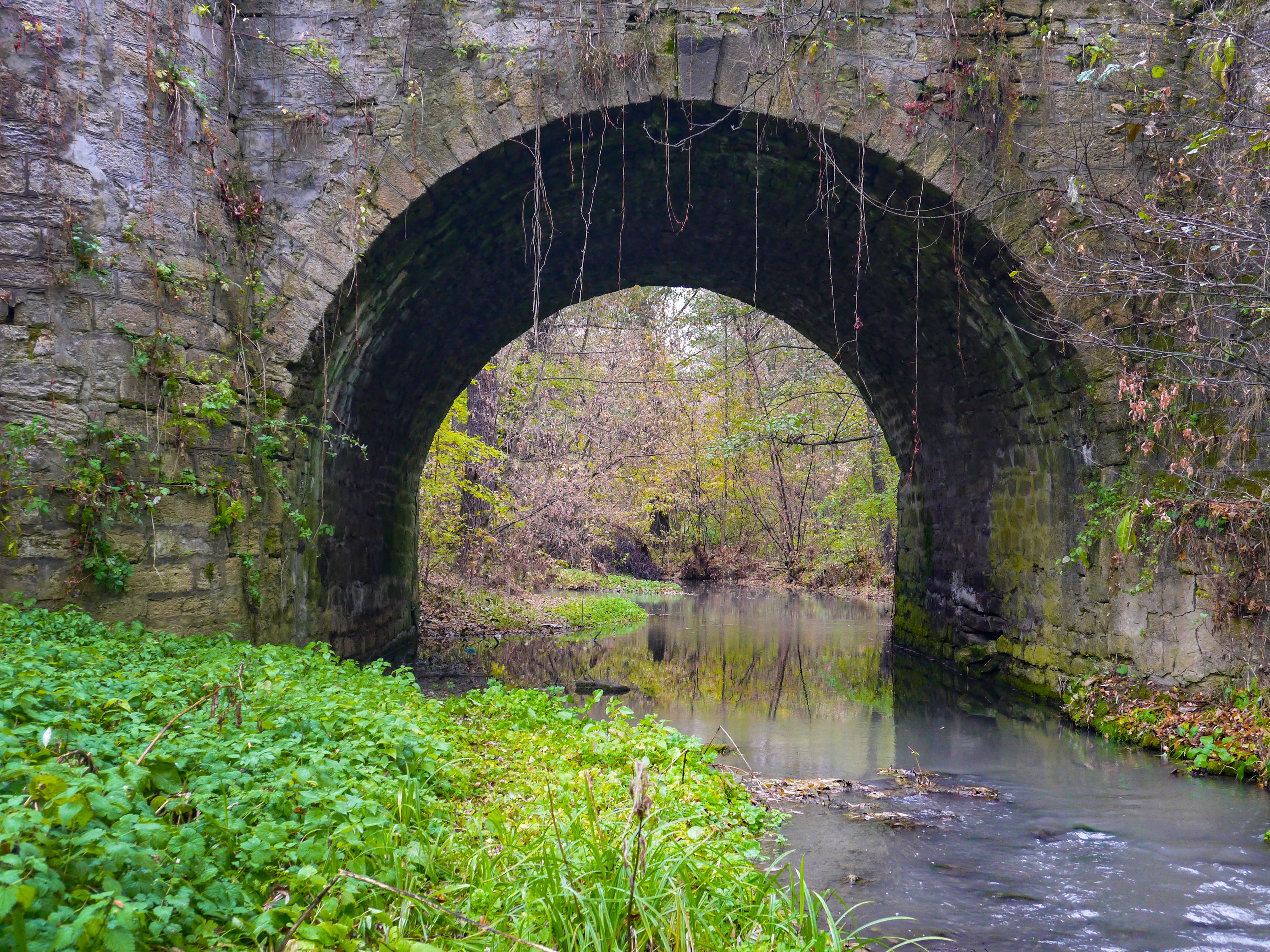
Старий міст
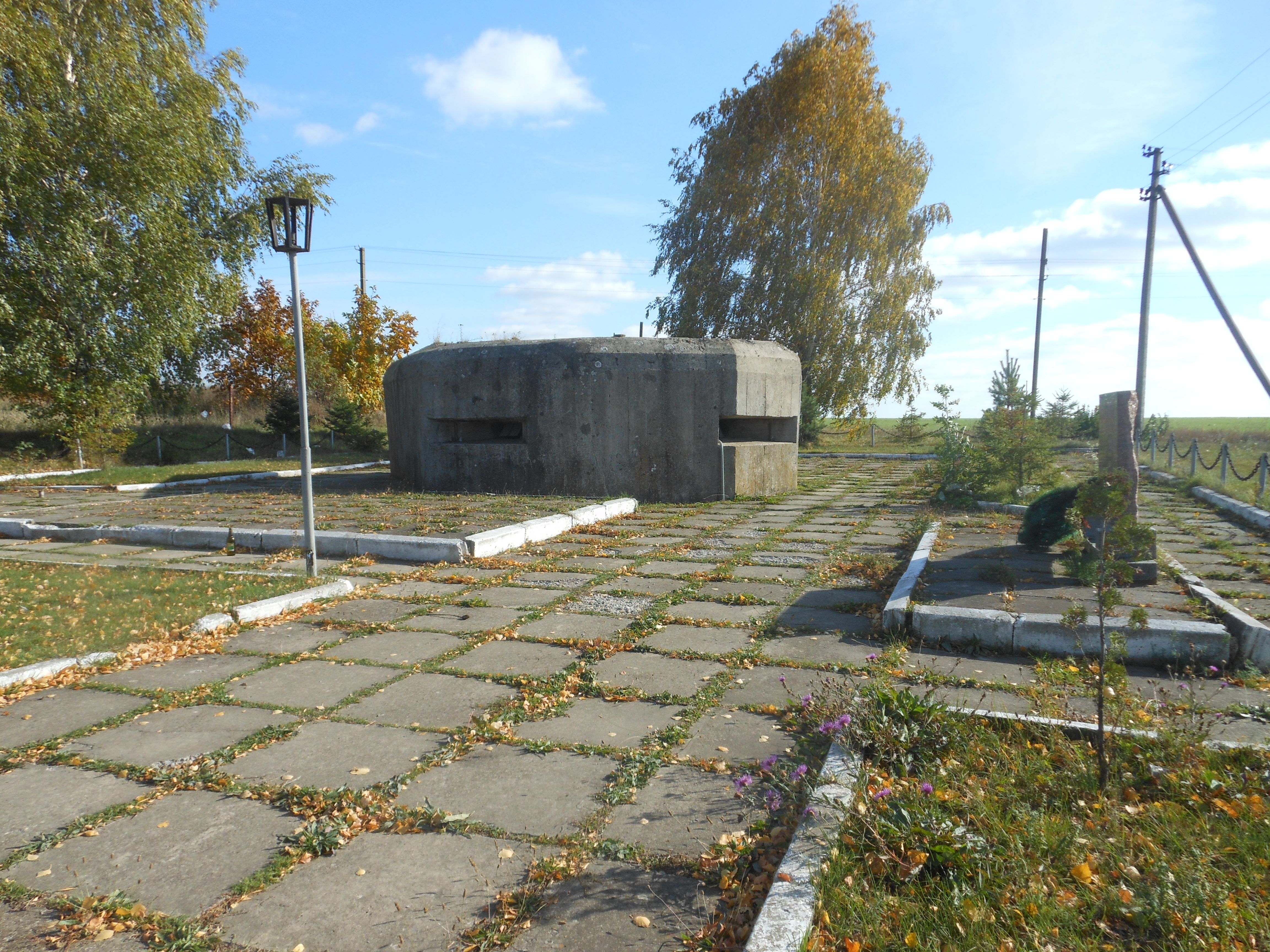
3-амбразурна довготривала вогнева споруда